# Delturus brevis
Delturus brevis är en fiskart som beskrevs av Roberto Esser dos Reis och Pereira 2006. Delturus brevis ingår i släktet Delturus och familjen Loricariidae. Inga underarter finns listade i Catalogue of Life.